# Virudhaka

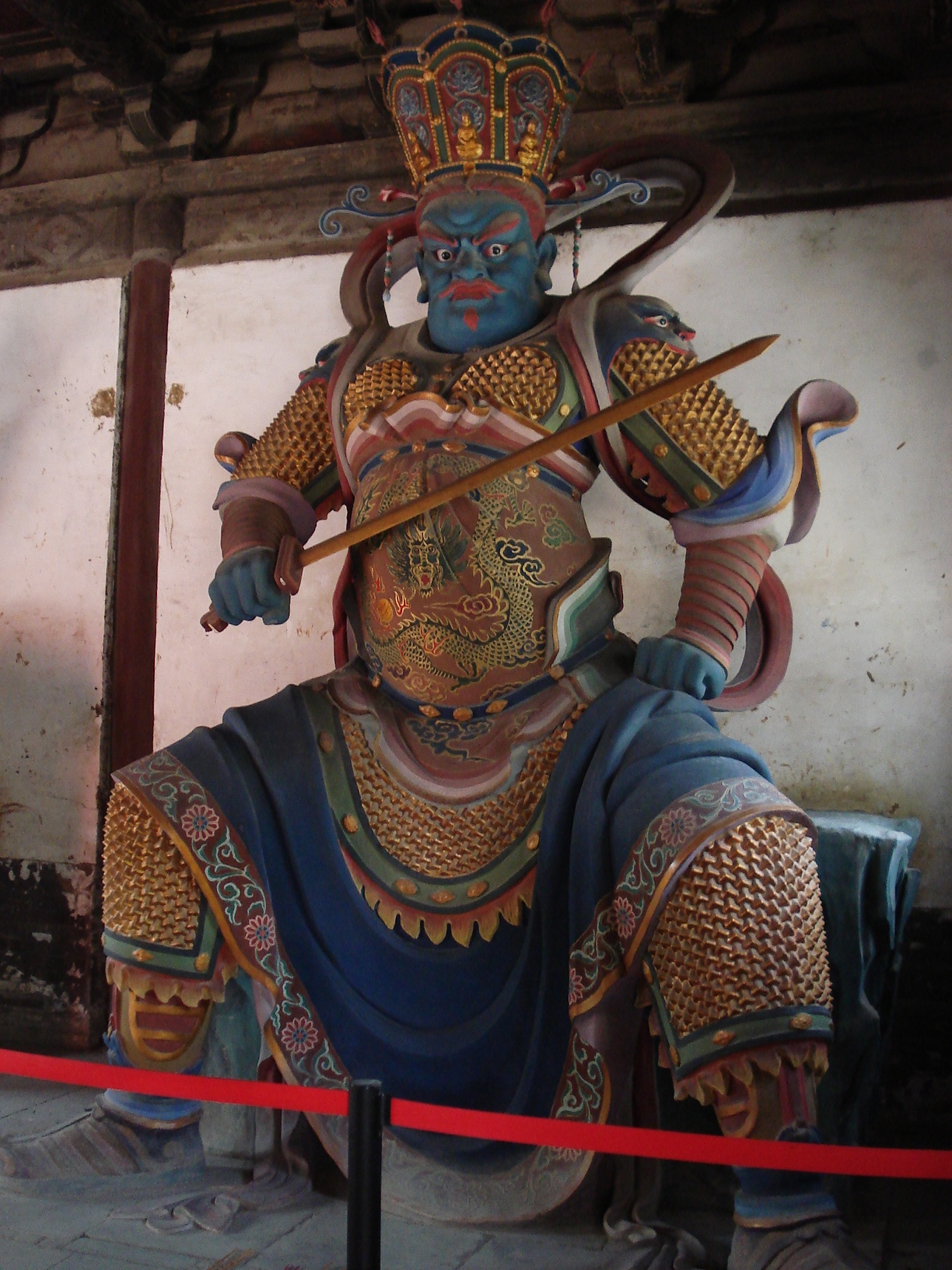
O statuie a lui Virudhaka din Coreea.

Virudhaka este o zeitate budistă ce face parte din grupul Celor patru regi celești . El este paznicul sudului , și reprezintă anotimpul cald al verii . De asemenea , taoiștii îl asociază cu zeul Moli Hong .
El apare în iconografie ca un războinic cu pielea de culoare albastră și are o sabie pe care o folosește în lupta cu forțele întunericului.